# Septembre 1906

## Événements
- 1er septembre :
  - À Interlaken, l'anarchiste russe Tatiana Leontieva assassine un curiste qu'elle a pris pour l'ancien ministre russe de l'Intérieur[1].
  - Russie : tribunaux militaires de campagne : 1000 condamnations à mort en 8 mois (19/08 du calendrier julien).

- 13 septembre : Alberto Santos-Dumont effectue un vol de 20 mètres sur son avion 14 Bis. C'est la première fois au monde qu'un « vol » d'un plus lourd que l'air a lieu en public.

- 14 septembre : intervention des États-Unis à Cuba (1906-1909[2]).

- 20 septembre[3]: massacres de Bali. Le rajah de Badung (Denpasar) se suicide (puputan) avec ses sujets devant l'avance des Néerlandais.

- 23 - 29 septembre[4]: Congrès socialiste de Mannheim, en Allemagne : l’affrontement Liegen-Bebel se termine par la reconnaissance de l’autonomie des syndicats.

- 29 septembre : William Howard Taft devient gouverneur provisoire de Cuba.

- 30 septembre : première attribution de la coupe aéronautique Gordon Bennett pour les ballons à Frank Lahm, lieutenant de l'armée américaine, et au major Henry Hersey qui effectuent un vol de 641 km. Parti de Paris, des jardins des Tuileries, ils se posent après 22 heures et 15 minutes de vol à Fyling-Dales dans le Yorkshire dans le nord de l'Angleterre.

## Naissances
- 1er septembre : 
  - Joaquín Balaguer Ricardo, homme politique dominicain († 2002).
  - Missak Manouchian, poète arménien, membre de la Résistance française († 21 février 1944).
- 5 septembre : Peter Mieg, compositeur, peintre et écrivain suisse († 7 décembre 1990).
- 14 septembre :
  - Flávio Costa, joueur, et entraîneur de football brésilien († 22 novembre 1999).
  - Jan Diddens, footballeur belge († 31 juillet 1972).
- 15 septembre : Jacques Becker, réalisateur, acteur, scénariste français († 1960).
- 16 septembre : Maurice Sachs, écrivain français († 14 avril 1945).
- 25 septembre : Dmitri Chostakovitch, compositeur de musique († 1975).
- 30 septembre : Mireille, chanteuse, actrice et animatrice de télévision († 3 septembre 1996).

## Décès
- 5 septembre : Ludwig Boltzmann, physicien autrichien (° 20 février 1844).